# هاري كيركي ولف
هاري كيركي ولف (بالإنجليزية: Harry Kirke Wolfe)‏ هو عالم نفس أمريكي، ولد في 10 نوفمبر 1858، وتوفي في 1918.